# American International Pictures
American International Pictures (AIP) war ein US-amerikanisches Filmproduktions-Unternehmen von James H. Nicholson und Samuel Z. Arkoff, das 1954 gegründet wurde. AIP produzierte Low-Budget-Filme, die überwiegend auf ein jugendliches Publikum abzielten und in den 1950er- bis 70er-Jahren insbesondere in Autokinos gezeigt wurden. Während ihres Bestehens war die Firma das wichtigste und einflussreichste Independent-Studio in den USA.

## Produzenten, Regisseure und Autoren
Nicholson und Arkoff fungierten als Executive Producer, während Roger Corman und Alex Gordon stets als Filmproduzenten und gelegentlich als Regisseure arbeiteten. Charles B. Griffith schrieb viele der frühen Filme, teilweise mit Arkoffs Schwager Lou Rusoff. Spätere Autoren waren Ray Russell, Richard Matheson und Charles Beaumont.